# Valle Hermoso (Messico)
Valle Hermoso è una municipalità dello stato di Tamaulipas, nel Messico centrale, il cui capoluogo è la omonima località.
Conta 63.170 abitanti (2010) e ha una estensione di 899,98 km².